# 高禩翔
高禩翔（1955年－），中華民國（臺灣）政治人物，高雄人，為現任台中市工商發展投資策進會總幹事，2018年2月從自行車品牌速聯(SRAM)公司退休，目前同時也是財團法人自行車新文化基金會董事、財團法人中華精實管理協會監事。

## 學歷
- 東海大學EMBA101
- 東方設計大學化學工程

## 經歷
- 23期預備軍官
- 和安行西藥進口公司醫療業務代表
- 美羅玩具實業股份有限公司業務經理
- 合正機械股份有限公司採購經理
- 台灣自行車公會常務理事
- 愛爾蘭商速聯(SRAM)股份有限公司亞洲區總經理
- 台灣自行車協進會A Team副會長

## 政治經歷

### 台中市政府經濟發展局局長(2018－2019)

#### 輔導未登記工廠合法化
- 先前在擔任速聯總經理時，高禩翔就曾面對無法找到合法工業用地的問題，為了滿足產能及兼顧客戶與市場，速聯讓生產線進到了農業區。[4]上任後，2018年12月17日，高禩翔表示，將以「合法、合理及合情」的方式，與中央合作，並建議台糖釋出閒置土地，開發工業區，以只租不賣方式，作為工廠用地。[5]
- 2019年1月5日，在溪南工商協進會理事長交接典禮上，高禩翔將以烏日溪南都市計畫規劃案為主軸，也就是在「台中市區域計畫」中劃設烏日溪南產業發展特定區，預計2021年12月底完成都市計畫發布實施。[6]

#### 德國海水採礦案MOU
2018年12月26日，台中市長盧秀燕公布海水採礦案備忘錄（MOU）正本內容，前台中市新聞局長卓冠廷表示，MOU於簽訂當天即公開完整簽約內容，該案僅在投資階段的行政協助，市府並未支付任何資金，該投資案早已終止。經發局長高禩翔則認為，MOU簽署過程未見任何奉市長或局長核定的簽呈，疑點重重，將與經濟部投審會進一步比對雙方文件，政風單位也展開調查。